# Dunungen (novell)
Dunungen är en novell av Selma Lagerlöf, först utgiven 1894. Det är en romantisk komedi om en ung kvinna och hennes fästman som kommer till fästmannens farbrors gård i Värmland.
Novellen har dramatiserats med uruppförande på Dramaten 1914. Den har även filmatiserats 1919 i regi av Ivan Hedqvist med Renée Björling, Hedqvist själv, Jenny Tschernichin-Larsson och Ragnar Widestedt i huvudrollerna  och 1941 i regi av Weyler Hildebrand med Karin Nordgren, Adolf Jahr
Hilda Borgström och George Fant i huvudrollerna.